# Cerkiew Ikony Matki Bożej „Ukój Mój Smutek” w Moskwie (Marjino)
Cerkiew Ikony Matki Bożej „Ukój Mój Smutek” – prawosławna cerkiew w Moskwie, w rejonie Marjino, w dekanacie Złożenia Szat Matki Bożej w Blachernie eparchii moskiewskiej miejskiej Rosyjskiego Kościoła Prawosławnego.
Parafia w Marjinie została zarejestrowana w 1995; wcześniej w dzielnicy nie istniała żadna prawosławna świątynia. Początkowo na miejscu, gdzie obecnie (2013) znajduje się cerkiew, funkcjonowała świątynia tymczasowa z dzwonnicą. Kamień węgielny pod budowę cerkwi poświęcił 2 września 1999 patriarcha moskiewski i całej Rusi Aleksy II. Inwestycja została sfinansowana z datków wiernych, dotacji władz rejonowych i innych organizacji; łącznie koszt budowy obiektu wyniósł 88 mln rubli. Autorem projektu cerkwi był Andriej Oboleński, który opracował plan świątyni w stylu typowym dla dziewiętnastowiecznej klasycystycznej architektury cerkiewnej. Konsekracja gotowego obiektu miała miejsce 24 lutego 2001; ceremonii przewodniczył patriarcha Aleksy II.